# Гај Корнелије Цетег
Гај Корнелије Цетег (лат. Gaius Cornelius Cethegus) је био римски војсковођа, конзул 197. п. н. е. и цензор 194. п. н. е. Истакао се победом над Инсубрима и Ценоманима 197. пре нове ере.

## Прве веће дужности
По први пут исказао се 200. п. н. е. као пропретор у Хиспанији. Победио је велику војску Седетана. Током 199. п. н. е. изабран је за курулнога едила. У то време још увек се налазио у Хиспанији. Те године одржао је величанствене игре.

## Конзул и избор провинција
Изабран је за конзула 197. п. н. е. заједно са Квинтом Минуцијем Руфом. Два конзула намеравала су да приликом избора провинција коцком један од њих добије Македонију, а други Италију. Македонија је била занимљива као провинција, јер је био у току Други македонски рат, па би онај конзул који добије Македонију могао да се прослави окончањем рата. Међутим народни трибуни су се успротивили томе да се Македонија додели било коме од два конзула. Тврдили су да су дотада конзули потрошили много времена на путу до Грчке и до почетка војних операције, па би им остало мало времена да до јесени било што учине. Сматрали су да би Тит Квинкције Фламинин могао да оконча рат, ако му се продужи империј. На крају су народни трибуни и конзули препустили Сенату да донесе коначну одлуку, а она је гласила да конзули добијају Италију, а Тит Квинкције Фламинин је био овлаштен за рат у Македонији.

## Два конзула крећу у рат у Цисалпинску Галију
Сваки од конзула добио је по две легије за рат у Цисалпинској Галији. У то време Инсубри и Ценомани били су под оружјем. Гај Корнелије Цетег је кренуо директно према Инсубрима, а други конзул Квинт Минуције Руф је кренуо према Јадранском мору, а онда је кренуо према Лигурији. Након заузимања два утврђена града Руфу се предало 15 градова и након тога са јужне стране реке По само се Боји и Илвати нису предали.

## Победа над Инсубрима и Ценоманима
Пошто су чули за долазак две конзулске војске Боји су се удружили са Ценоманима и Инсубрима. Када је стигао извештај да се пале поља, која припадају Бојима, дошло је до поделе. Боји су инсистирали да Инсубри и Ценомани са њима заједнички крену да бране територију Боја, али Инсубри су сматрали да не смеју оставити своју земљу без одбране. Када су их Боји напустили Инсубри и Ценомани су заузели позиције на обали реке Минције. Гај Корнелије Цетег је успоставио логор на реци Минцији. Послао је неке људе у Бриксију, главни град Ценомана и сазнао је да су Ценомани подељени, да су млађи за рат, а да се старији противе рату са Римљанима. Млађи Ценомани су кренули у рат без одобрења својих вођа, па је Гај Корнелије Цетег успео да се са вођама договори да се током битке повуку. Инсубри су посумњали у намере својих савезника, па су их распоредили у резерву, уместо да им дају позицију на крилима. Велика битка између Инсубра и Римљана окончала се тешким поразом Инсубра. Ливије помиње да постоје су неки тврдили да су Ценоманаи напали Инсубре са леђа. Наводно је током битке заробљен и картагињански војсковођа Хамилкар. Након пораза Инсубра предали су се и остали њихови савезници. Пораз Инсубра сломио је и вољу Боја за отпором.

## Тријумф
Када су се два конзула вратила у Рим тражили су заједнички тријумф, али народни трибуни су се успротивили и захтевали су да сваки конзул затражи тријумф за себе. Сматрали су да није једнак допринос два конзула, односно да је Гај Корнелије Цетег заслужио тријумф, а да Квинт Минуције Руф није заслужио. Гају Корнелију Цетегу је одобрен тријумф, а Руфу није одобрен, иако је његов колега Цетег истицао његове заслуге.

## Цензор
Именован је за цензора 194. п. н. е. заједно са Секстом Елијем Петом. Цензори су за принцепса Сената изабрали Сципиона Африканца. Након луструма отишао је 193. п. н. е. са Сципионом Африканцем и Марком Минуцијем Руфом да посредује у спору између Масинисе и Картагине.